# La Roque-en-Provence
La Roque-en-Provence, précédemment nommée Roquestéron-Grasse (jusqu'en 2015), est une commune française située dans le département des Alpes-Maritimes, en région Provence-Alpes-Côte d'Azur.

## Géographie

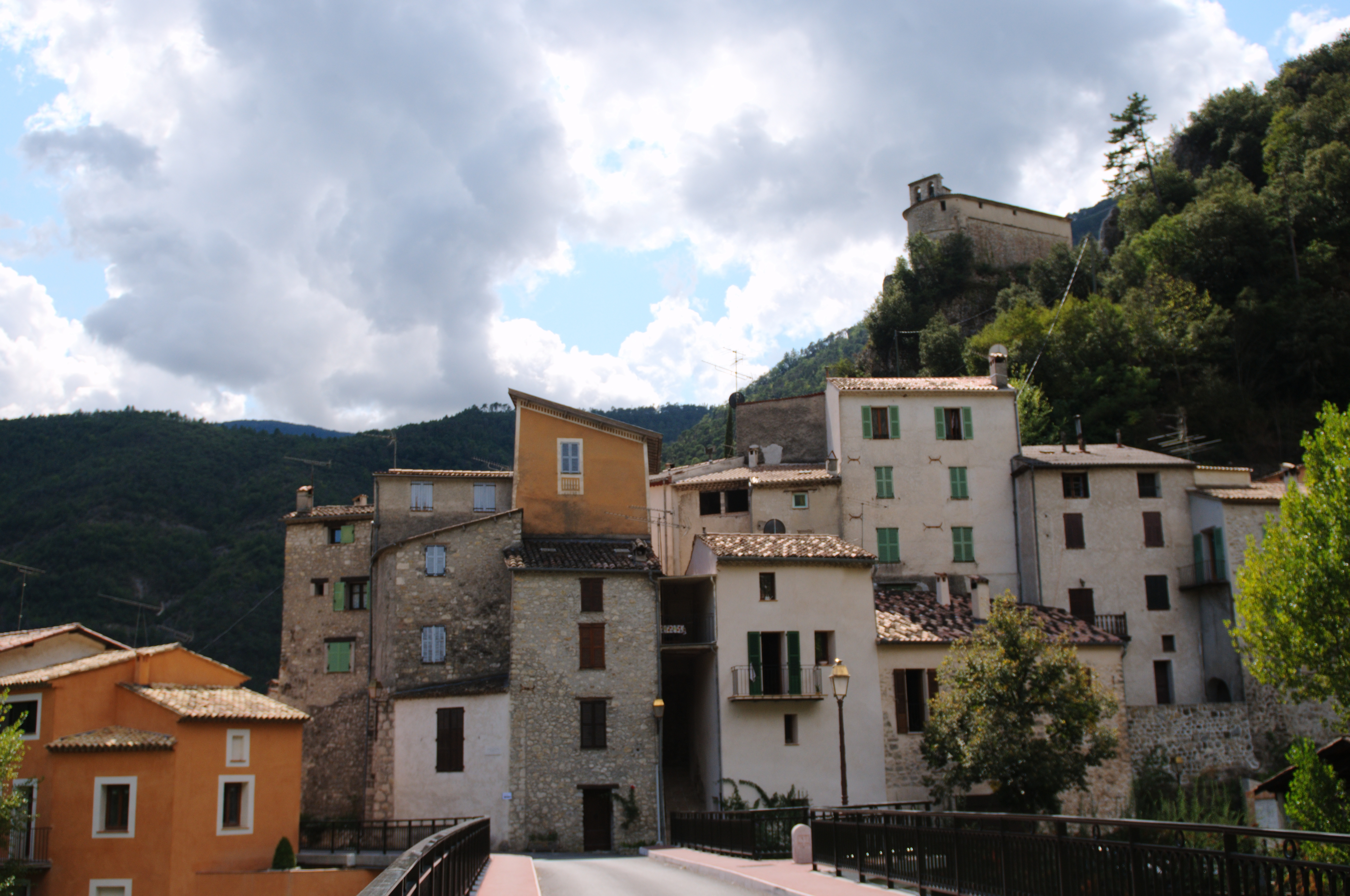
Vue de la Roque-en-Provence (ex Roquestéron-Grasse) depuis le pont de France qui la relie à Roquestéron.

Dans les Préalpes de Grasse, la commune se situe au nord de la chaine du Cheiron et au sud de la rivière Estéron qu'elle borde et qui forme une courbe où se jette le ruisseau Riou au goulet du Peïroulet.
| Sigale |                      | Roquestéron  |
| Aiglun | La Roque-en-Provence | Conségudes   |
|        | Gréolières           | Coursegoules |

### Climat
Pour des articles plus généraux, voir Climat de Provence-Alpes-Côte d'Azur et Climat des Alpes-Maritimes.
En 2010, le climat de la commune est de type climat méditerranéen franc, selon une étude du Centre national de la recherche scientifique s'appuyant sur une série de données couvrant la période 1971-2000. En 2020, Météo-France publie une typologie des climats de la France métropolitaine dans laquelle la commune est exposée à un climat méditerranéen et est dans la région climatique Var, Alpes-Maritimes, caractérisée par une pluviométrie abondante en automne et en hiver (250 à 300 mm en automne), un très bon ensoleillement en été (fraction d’insolation> 75 %), un hiver doux (8 °C) et peu de brouillards.
Pour la période 1971-2000, la température annuelle moyenne est de 13,6 °C, avec une amplitude thermique annuelle de 15,9 °C. Le cumul annuel moyen de précipitations est de 979 mm, avec 6 jours de précipitations en janvier et 3,9 jours en juillet. Pour la période 1991-2020, la température moyenne annuelle observée sur la station météorologique de Météo-France la plus proche, « Ascros », sur la commune d'Ascros à 6 km à vol d'oiseau, est de 10,8 °C et le cumul annuel moyen de précipitations est de 930,1 mm. 
La température maximale relevée sur cette station est de 34,4 °C, atteinte le 18 juillet 2023 ; la température minimale est de −10,7 °C, atteinte le 28 février 2018,,.
Les paramètres climatiques de la commune ont été estimés pour le milieu du siècle (2041-2070) selon différents scénarios d'émission de gaz à effet de serre à partir des nouvelles projections climatiques de référence DRIAS-2020. Ils sont consultables sur un site dédié publié par Météo-France en novembre 2022.

## Urbanisme

### Typologie
Au 1er janvier 2024, La Roque-en-Provence est catégorisée commune rurale à habitat dispersé, selon la nouvelle grille communale de densité à 7 niveaux définie par l'Insee en 2022.
Elle est située hors unité urbaine. Par ailleurs la commune fait partie de l'aire d'attraction de Nice, dont elle est une commune de la couronne,. Cette aire, qui regroupe 100 communes, est catégorisée dans les aires de 200 000 à moins de 700 000 habitants,.

### Occupation des sols
L'occupation des sols de la commune, telle qu'elle ressort de la base de données européenne d’occupation biophysique des sols Corine Land Cover (CLC), est marquée par l'importance des forêts et milieux semi-naturels (99,2 % en 2018), une proportion identique à celle de 1990 (99,2 %). La répartition détaillée en 2018 est la suivante :
forêts (95,6 %), milieux à végétation arbustive et/ou herbacée (3,5 %), zones agricoles hétérogènes (0,8 %).
L'évolution de l’occupation des sols de la commune et de ses infrastructures peut être observée sur les différentes représentations cartographiques du territoire : la carte de Cassini (XVIIIe siècle), la carte d'état-major (1820-1866) et les cartes ou photos aériennes de l'IGN pour la période actuelle (1950 à aujourd'hui).

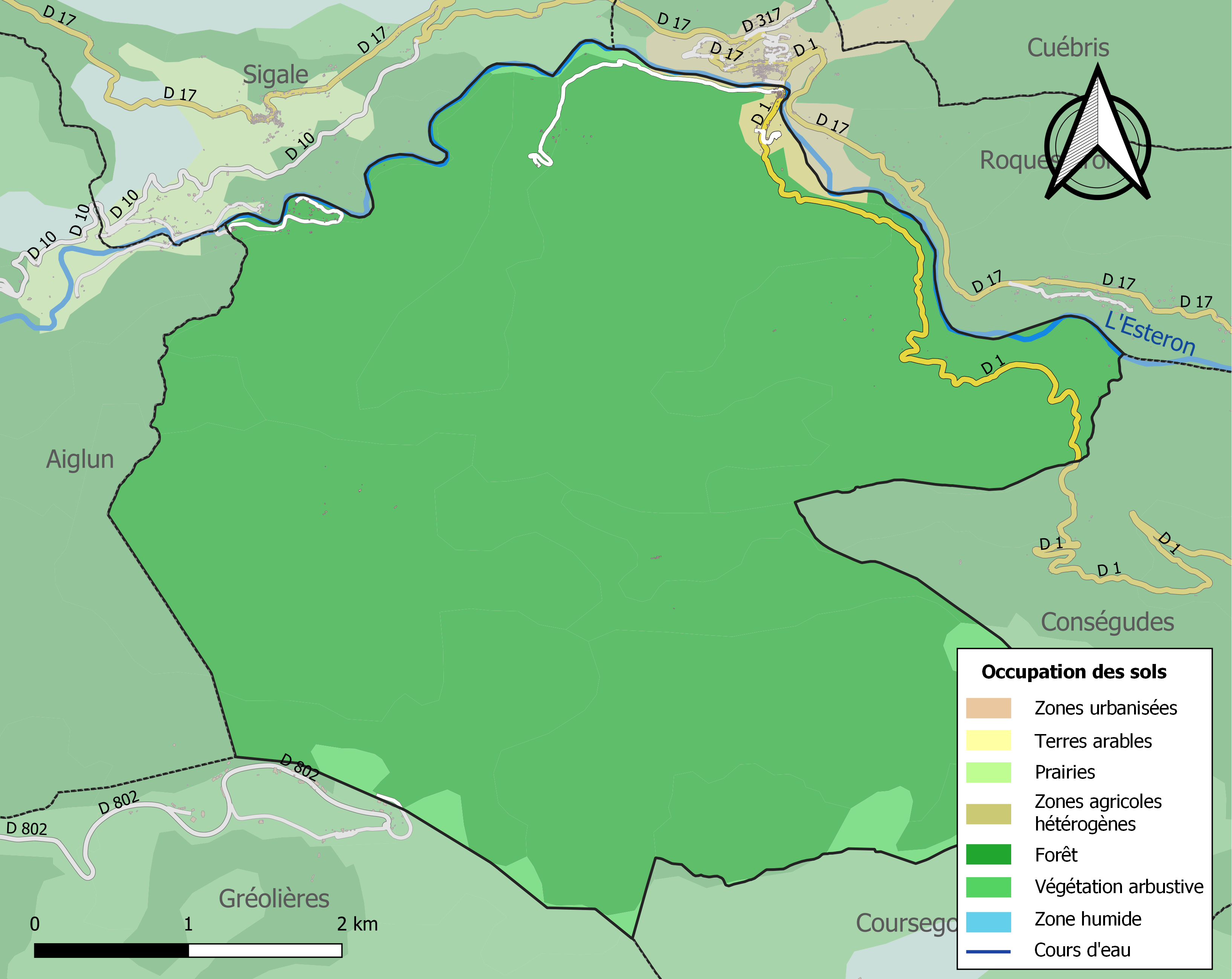
Carte de l'occupation des sols de la commune en 2018 (CLC).

## Toponymie
Appelé à l'origine Roccasterone, la Rocca ou Rocha, la Roccha de Sterono, Roca-Staroni3 ou Rocca Steronis, le village est nommé « la Roque-en-Provence » lors du partage de 1760 ou « Roque d'Estéron » « devenue française ».
À la fin du XVIIIe siècle, il est fait mention dans les actes civils de la « Roque Estéron ». Le nom définitif passe en 1793 de « la Roque Stéron » à « la Roquestéron », l'article disparaissant l'année suivante, en l'an III de la République. Dénommé la Roque-Var au cours du XIXe siècle, ou à nouveau Roque d'Éstéron, il devient Roquestéron-Grasse en 1860.
Il n'est pas rare de lire le vocable Roquesteron désigner ce village dans son histoire, ce qui peut entraîner des confusions mais n'est pas en contradiction avec son passé : il n'y a qu'un seul village jusqu'en 1760, de plus l'actuel Roquestéron porte officiellement le nom de Roccasterone sous l'administration sarde. Par ailleurs, les deux communautés portent le même gentilé.
Un texte littéraire et historique parle de la période de la division de la communauté en deux.
Dans la langue occitane parlée des deux côtés de l'Estéron, le village s'appelle Sa Ròca en graphie occitane, Sa Roco en graphie mistralienne avec l'article "sa" typique de la région (ou La Ròca, La Roco avec l'article provençal commun).
L'étymologie est assez claire : le rocher (fortifié) de/sur l'Estéron, selon une onomastique classique à préfixe oronymique roque-, avec les dérivés rochette, roquette... L'étymologie de la rivière demeure plus obscure. Celle du Peïroulet est rattachée selon Giauffret au sens de chaudron (peiroulet en niçois, pairol en occitan), à moins que la notion de pierre, rocailleux, n'y soit présent comme pour les communes de Peyroules ou Peyrolles.
Un décret du 16 novembre 2015, paru au Journal officiel du 18 novembre modifie le nom officiel de la commune, qui passe de Roquestéron-Grasse à La Roque-en-Provence.

## Histoire

### La présence antique
Si la présence humaine est attestée dans la vallée dès le Néolithique (pierres polies à Sigale), elle l'est éventuellement dès l'Age du Bronze sur le site même du village qui a révélé des objets de ce métal. Octobon y répertorie un site protohistorique, tandis de G. Bretaudeau y voit un « emplacement logique » de camp ligure avec enceinte « possible, sinon probable ». Peut-être la peuplade ligure des Velauni, mentionnée sur le Trophée des Alpes, a-t-elle habité le terroir.
La présence romaine est au moins assurée, comme en témoignent un cippe bordant probablement la route carrossable secondaire (dite de nos jours Voie romaine, rue de Roquestéron), en rive gauche, qui reliait Vence à Castellane (ou au moins une bifurcation secondaire menant à Glandèves), un mortarium découvert à Entrevignes, ainsi qu'un épigraphe encore visible sur une façade du village, en bordure de la route départementale. À présent quasiment illisible, Giauffret note que l'inscription lapidaire d'un certain Titus mentionne : Parsius Capitus paternus (son père), décurion âgé de 75 ans. L'auteur cite aussi une inscription trouvée dans les contreforts du Cheiron, après Gerbières : Caius, Secondus pasternus [sic], fils de Caius du hameau de Valocie, guéri d'une grave maladie s'est acquitté de son vœu en dédiant son offrande au dieu Hêtre.
Un siècle avant l'auteur roquérois, Edmond Blanc fit une description plus précise des deux gravures dans la Revue archéologique. Après le récit de sa découverte à Gerbières, il transcrit les lettres « peu soignées » FAGO DEO C SECVNDVS CF.PATERNVS EXPAG.STAR VIC.VEL GRAV.INF.[?] V S L M, interprétées ainsi : « Fago deo, Caius Secundus Caii filius paternus ex pago Star(oni), vico Vel(acio), gravi infirmitate liberatus, votum solvit libens merito ». À proximité est gravée une dédicace à une source : BIBE MVLTOS ANNOS BIBAS.

L'inscription du village (du susdit Titus, fils du décurion Marcus Cupitus ?) est transcrite ainsi : M.CVPITI.PATERNI.DECVRIONI. A LXXV TVTVS [sic] FIL. Enfin, il décrit le cippe de la rive gauche : 

« je découvris une stèle funéraire en trop mauvais état pour pouvoir être lue, mais je pus y reconnaitre les sigles du duumvir, IIV, et du centurion ɔ ; à la fin de la quatrième ligne la syllabe INI, et à la dernière, presque en entier, les mots IVI//////VERVNT, vici posuerunt. Au-dessous et dans un carré se trouvait gravée, en relief, une courte épée ; au-dessus, dans un triangle, un croissant et deux objets trop frustes pour pouvoir être déterminés. Il ressort, ce me semble, clairement de tout ceci, que Roquestéron existait à l'époque romaine sous le nom de pagus Staro, et qu'il y avait une administration municipale assez complète, puisqu'on y retrouve des décurions et des duumvirs »

Enfin, plus monumental mais de datation incertaine, une pile-culée de pont (base d'aqueduc pour Giauffret) est visible dans le coude du Peïroulet, sous l'actuelle passerelle.
Pour les auteurs sus-mentionnés, ces vestiges, la mention de décurion et de duumvir, voire de patronymes latins, attestent d'une organisation municipale conséquente avec une administration pouvant placer le bourg à la tête du Pagus staroni.

### Au Moyen Âge, un territoire tripartite
Après les siècles « obscurs » du Haut Moyen-Âge, où les sources font défaut, le premier seigneur connu de « l'ancien castrum de la Rocca », Raymond Rostaing, donne en 1025 et 1046 des terres (« du ruisseau Albas - le Blanc - et Incisius - l'Entaille - jusqu'au fleuve Estéron »), des biens et l'église Saint Jean-Sainte Marie à l’abbaye de Lérins qui fonda un prieuré. Cet édifice, modeste, se tenait peut-être sur l'emplacement de la chapelle Sainte Pétronille, en haut de la colline portant le village, à moins qu'il ne s'agisse du futur prieuré de la Haute-Olive. En 1074, Laugier (Laugerie) le Roux, inféodé aux comtes de Provence, devient par mariage le seigneur de la Rocca. Les Laugier-Rostaing de Thorame-Castellane conserveront le fief jusqu'à la dédition à la Savoie. Ils érigent un castrum de la Rocha au XIIe siècle, un poste de guet avec enceinte (cité en 1252) et une chapelle, l'actuelle église Sainte Pétronille. Un autre castrum fut érigé dans le hameau de Gerbières (castrum de Garberii,). Vers 1211, le village se peuple et plusieurs familles Alziari viennent d'Italie s'y installer. Au début du XIIIe siècle encore, l'aristocratie locale s'étant rebellée contre l'autorité du comte de Provence, celui-ci prend Gerbières, y maintient une garnison, et établit un autre castrum/hameau (« bastide de siège » pour Edmond Rossi) à la Haute-Olive, dans les montagnes au sud du village, le « castrum de Sancti Johannis de la Rocha ». Un prieuré Saint Jean de Moustiers (ou de Mousteyret, « du monastère », ou encore Moustier de Saint Honorat) y est fondé et donné là encore à Lérins. Une famille de petite noblesse, les Saint Jean, développe le lieu au cours du Moyen-Âge. À la fin du XIIIe siècle, Raymond Féraud, illustre prieur, troubadour lettré affilié à l'aristocratie locale, y écrit une partie de La Vida de Sant Honorat,. Il l'introduit puis l'achève en 1300 par ces mots, :

« Hom l'appella Raymon Feraut
En la Roque tenc sa mayson
Priols en la val d'Estaron
E de l'Oliva pres d'acqui
[...]
Que l'an de Diou milet tre cen
Compli lo priol son roman
A l'onor de Diou et dei sants
En la Roccat en sa mayson
Priol en la val d'Esteron
E de l'Oliva pres d'acqui »

L'archéologue médiéviste Jean-Claude Poteur présente une lecture plus hardie des sites médiévaux : selon lui, le vaste domaine de la Haute-Olive, d'origine antique, accueillait depuis le XIe siècle au plus tard un prieuré dédié à Notre Dame et Saint Jean (Moustiers de Saint Honorat). Le château, « la Rocca », des seigneurs du lieu aurait été construit à Gerbières. Ce fut le premier castrum, avant qu'ils ne se replient sous le siège du Comte de Provence (vers 1230-1240) pour construire les fortifications sises à l'église (milieu du XIIIe siècle) qu'il nomme Saint Arige, future Sainte Pétronille, et surtout y fonder un nouveau village. Le donjon/tour de guet est complété par une enceinte dans la seconde moitié du XIVe siècle, alors qu'est construit une nouvelle forteresse à Gerbières, délaissée après 1388. Il est vrai qu'un texte mentionnent « l'ancien castrum de la Rocca » et un cartulaire du XIe siècle que l'église Saint Jean (le prieuré de l'Olive ou Saint Arige/Sainte Pétronille) est située entre le castrum de la Rocca (à Gerbières donc) et celui de Cuébris. Des textes de 1351 et de 1376 mentionnent à la fois Saint Jean de la Roque et l'église Saint Erige de Roquestéron. Il semble toutefois difficile d'imaginer l'absence d'occupation du site stratégique du Peïroulet entre l'époque gallo-romaine et le XIIIe siècle, d'autant qu'un texte des environs de 1232 distingue le castrum de Garberiis de celui de la Rocca, et que le site de Gerbières ne paraît pas propice à accueillir toute une communauté villageoise. Féraud, demeurant « à la Roque », semble à la fois « prieur dans la vallée de l'Estéron » et à l'Olive, ce qui peut suggérer l'union de deux prieurés « Saint Jean », de toute façon faiblement habités (jusqu'au minimum de deux religieux), auxquels sera adjoint le prieuré des Ferres, en 1325. À la fin du XVIe siècle, le premier registre de catholicité mentionne aussi un prieur et le nom de l'église : « Hiou, Jan Frances Arnaud, prior de la gliso parrochialo de Sant Eriei... ».
Jusqu’en 1388, la Rocha demeure provençale. Cette année-là, Grimaldi de Bueil se rallie aux durassiens contre la Provence angevine et dédie le comté de Nice à la Savoie. La frontière apparait sinueuse, le village fait partie d'une avancée savoyarde (jusqu'à le Mas/Aiglun) en terre provençale. Inversement, Saint Antonin et la place-forte de Cuébris voisine forment une pointe étrangère. Ainsi, la Rocca devient territoire frontalier (et plus encore en 1760) pour un demi-millénaire. Le castrum de Gerbières est abandonné lors de la dédition. Les Laugerie-Rostaing, fidèles aux angevins, sont écartés et les biens de la Rocca sont attribués à la famille de Glandevès et d'autres terres au chevalier des Ferres, avant de revenir aux Grimaldi au cours du XVe siècle. La seigneurie est accordée à André Acchiardi en 1598, à Balthazar Siméon en 1672.

### Extension et séparation à l'époque moderne
À la fin du Moyen-Âge, le village accroché au flanc du rocher qui domine l’Estéron sur la rive droite, descend vers la rivière, la franchit et peu à peu, le faubourg rive gauche cultivé se couvre de bâtisses, certaines construites par les familles de notables Saint Jean (« borgho Sangian ») et Alziari ; le fils du notaire Claude Alziari, Jean, est investi en janvier 1724 du nouveau comté de Malaussène. Les Roverizzio de Pianova, ou Pianavia Roverizio, de San Remo, deviennent comtes de la Rocca Sterone en 1722 (Roverizzio di Roccasterone). Au début du XVIIIe siècle, l'église Sainte Pétronille est fortifiée, les combles surélevés pour créer un corps de garde avec meurtrières pour armes à feu.
C'est avec le traité de Turin de 1760 que l’Estéron devint la frontière entre la France et les États de la maison de Savoie (royaume de Sardaigne). Une frontière au tracé simplifié mais qui sépare le village en deux : le berceau originel revient en territoire provençal (Royaume de France depuis 1481) et prend le nom de La Roque en Provence/La Roque d'Estéron. Séparé par la rivière et le « Pont de France », le faubourg rive gauche acquiert une identité administrative sarde et conserve le nom de Roccasterone, le futur Roquestéron qui sera rattaché à la France en 1860 avec le toponyme de Roquesteron-Puget. Les habitants continuent de jouir de leurs biens de part et d'autre du tracé, la paroisse et ses registres, souvent en français, demeurent uniques jusqu'en 1774. La titulature Saint Arige, ainsi que des objets du culte et une cloche, ont été transférés dans la nouvelle église en construction depuis 1735, rive gauche,. La communauté subit les remous des guerres de la Révolution : le village est occupé, voire saccagé par les troupes austro-sardes ou les milices barbets, des troupes républicaines sont encasernées dans l'église Sainte Pétronille durant six mois en 1792.
Après un pic démographique au milieu du XIXe siècle, moment où le village français accueille un « cabaretier », une tuilerie et des moulins, un poste des douanes royales et plusieurs orphelins de l’Hospice de Grasse, sa démographie chute des cinq sixièmes en un siècle.

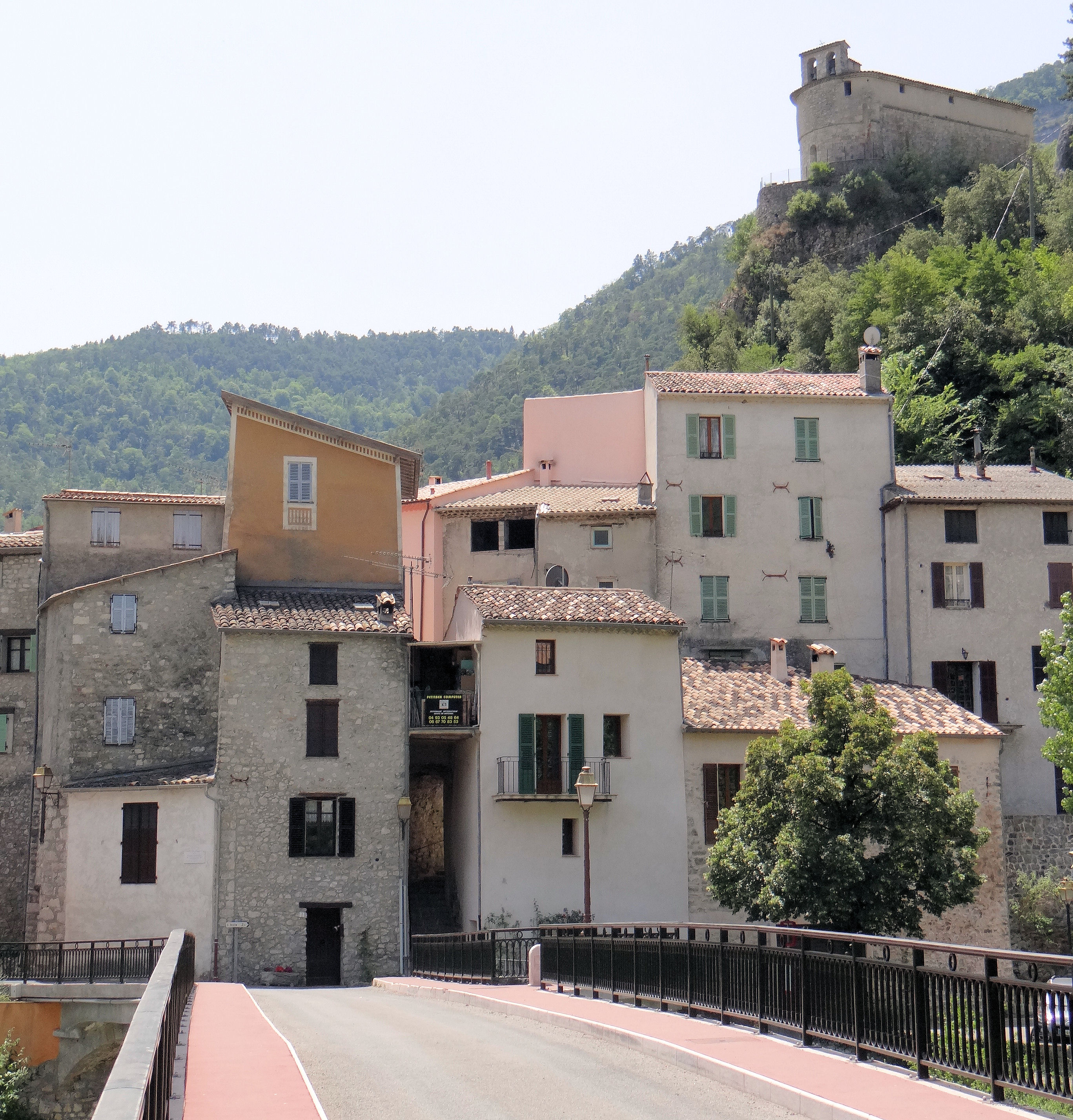
Le village après le Pont de France.
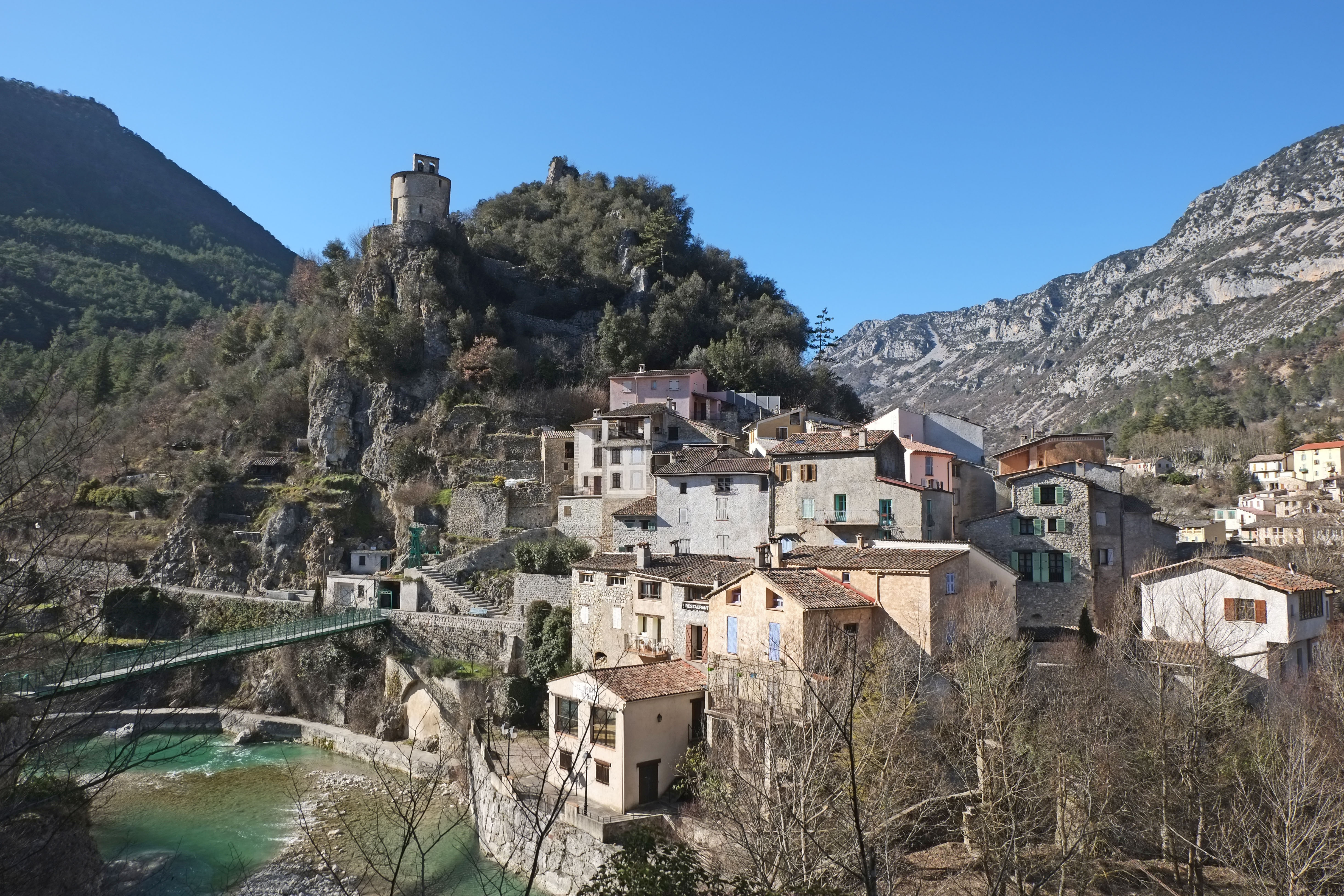
Vue actuelle du village.
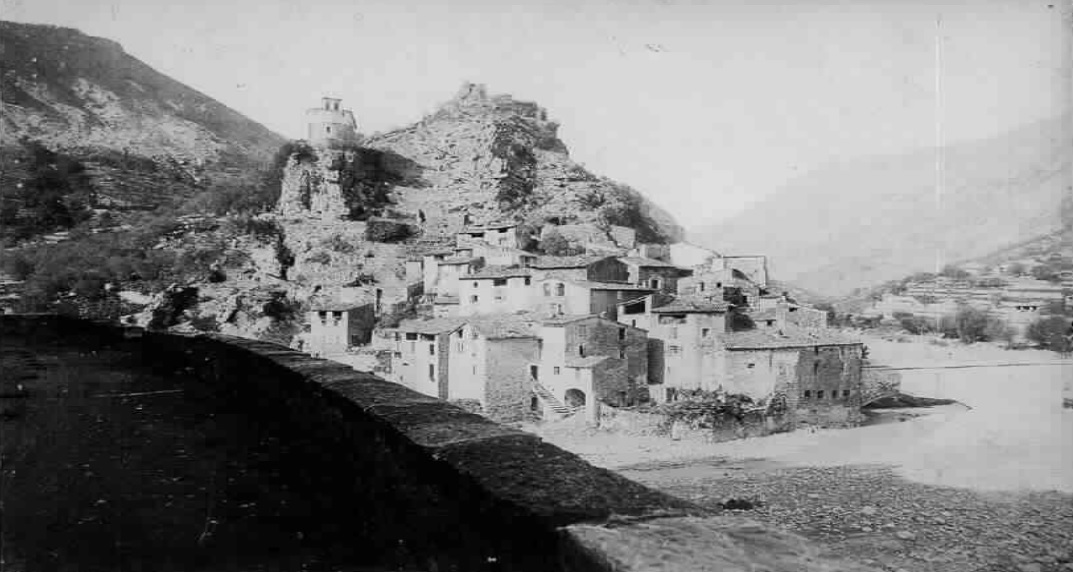
Vue du village au début du XXe siècle.
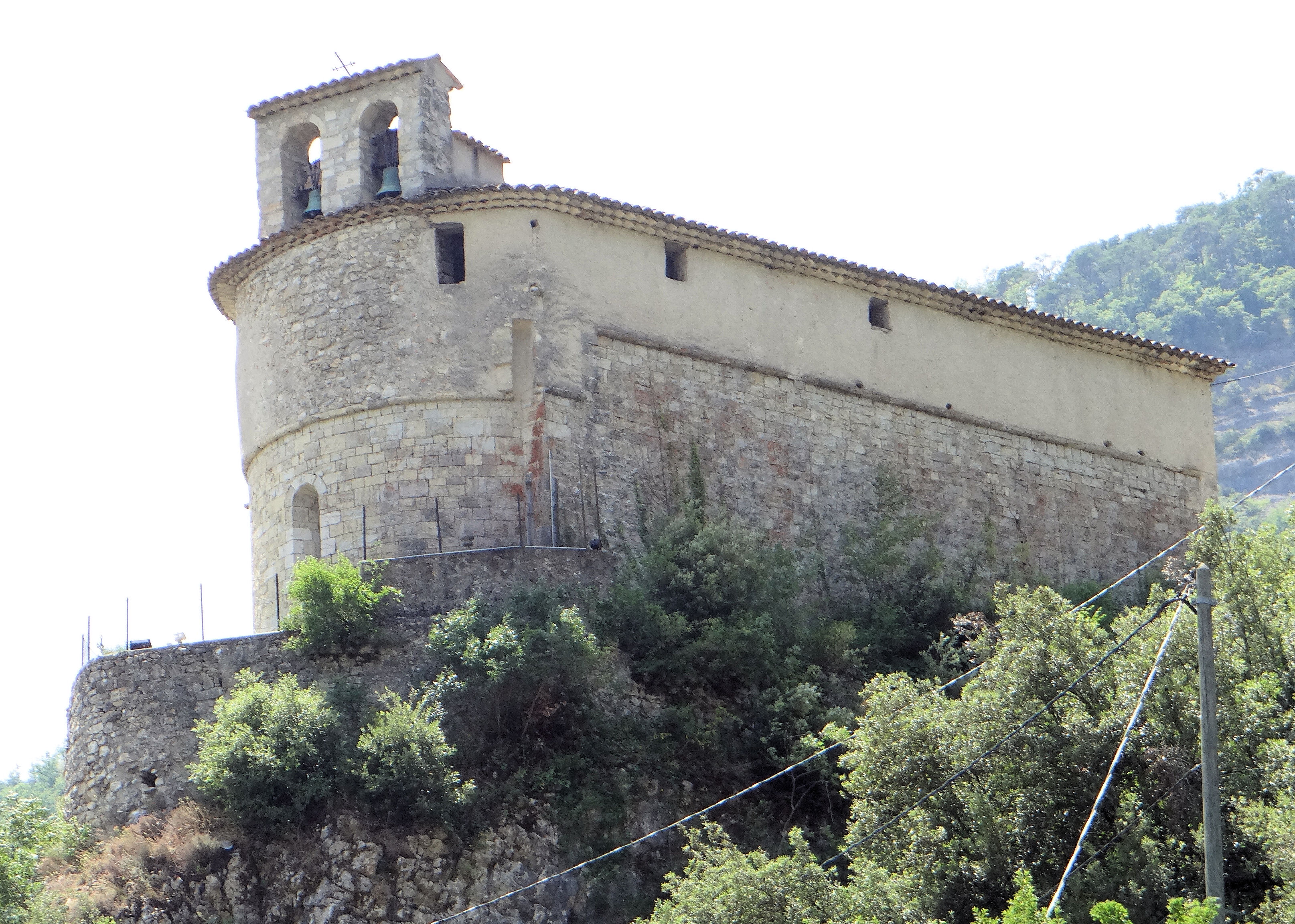
L'église Sainte Pétronille.
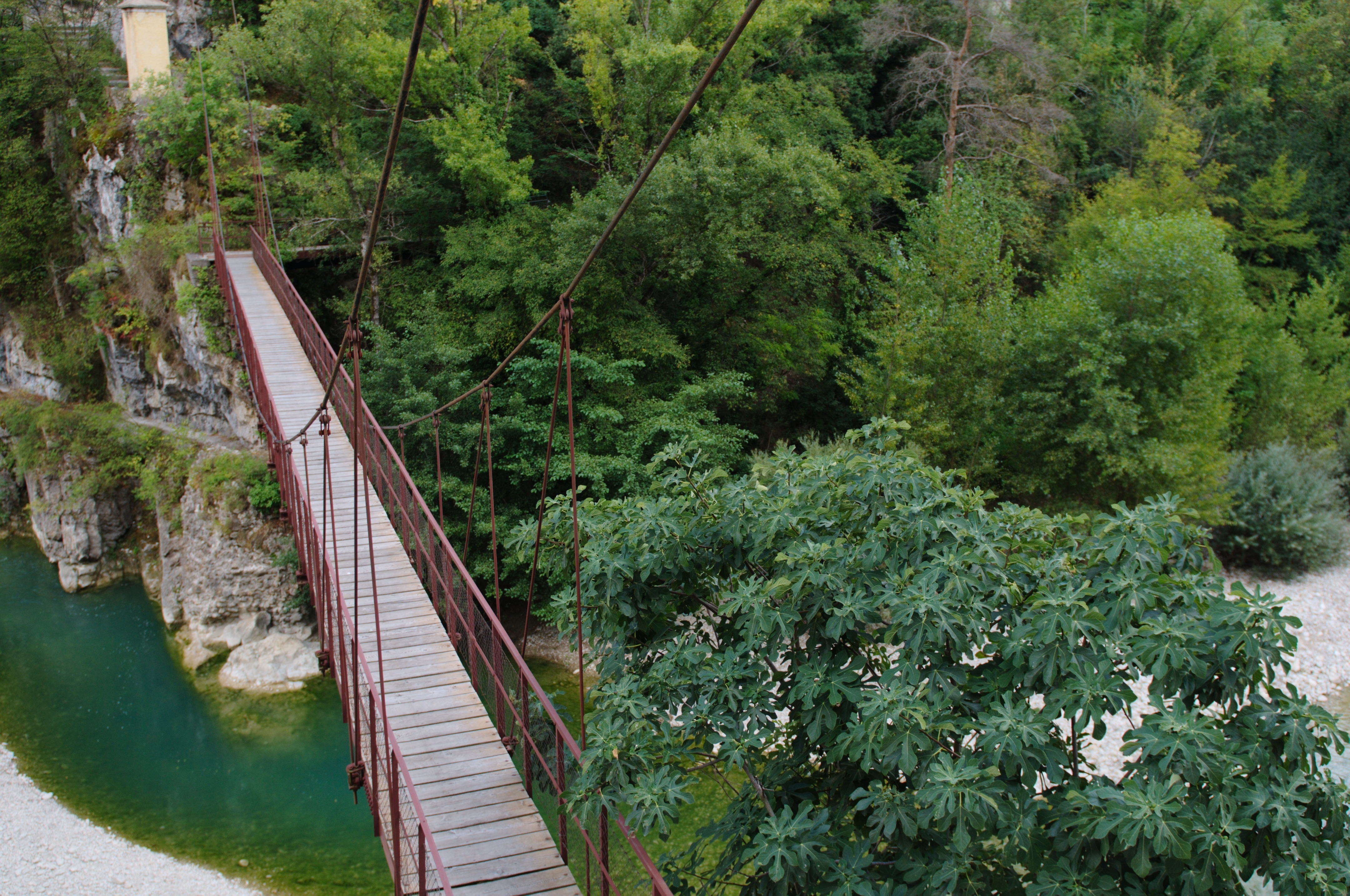
La passerelle enjambant l'Estéron.
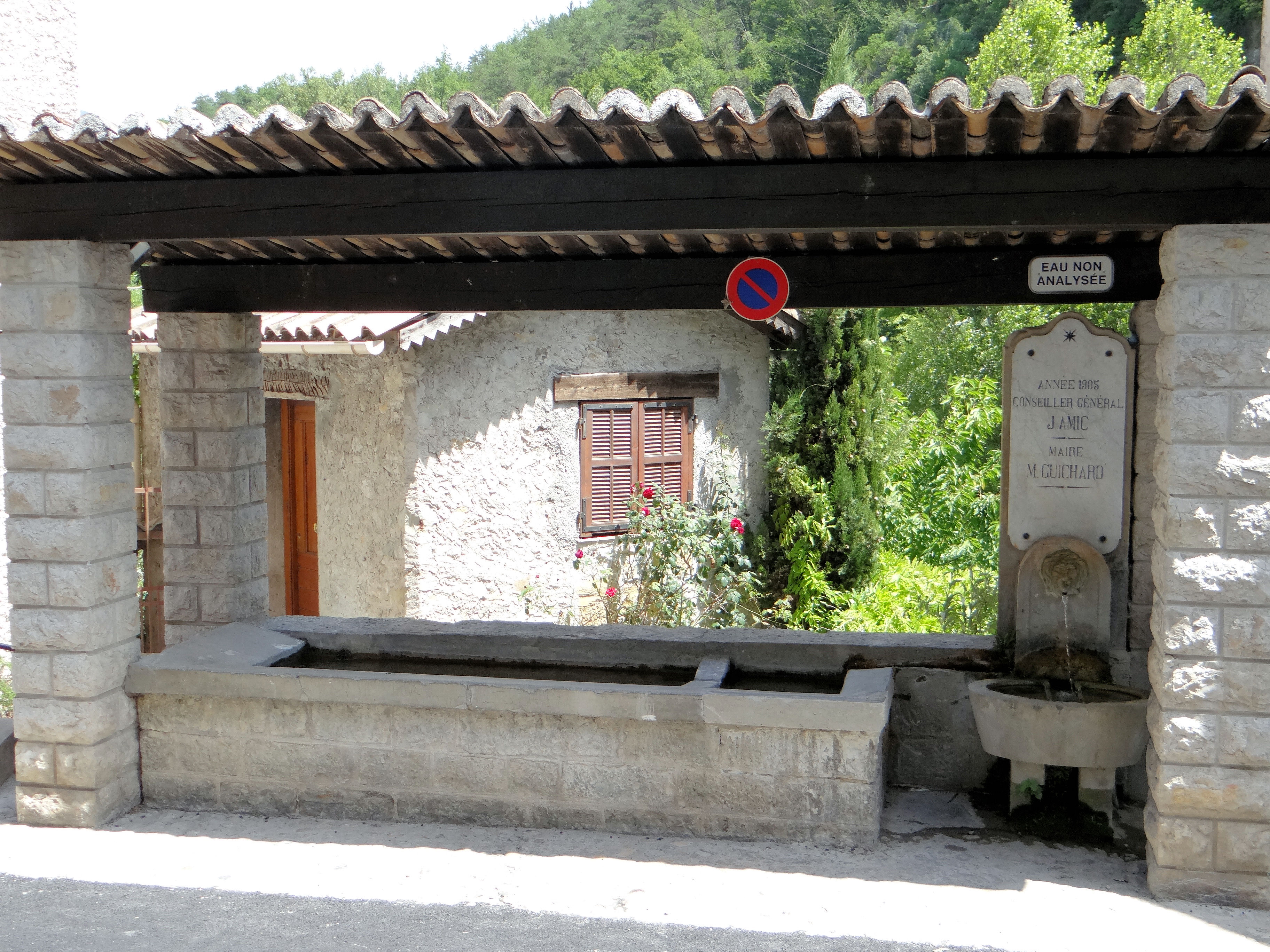
Fontaine-lavoir sur la D1.
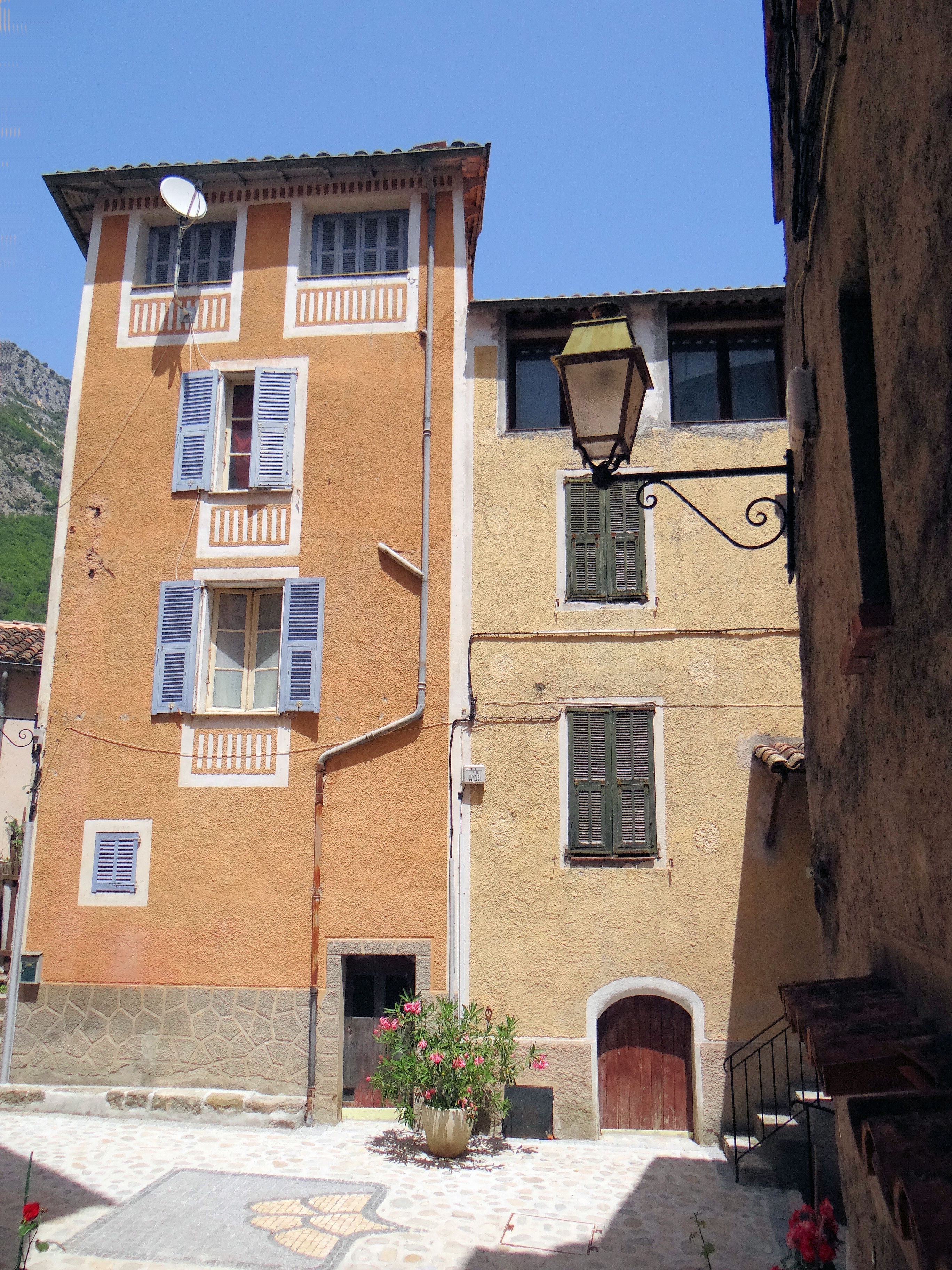
Place Saint François, ornée des armoiries municipales.
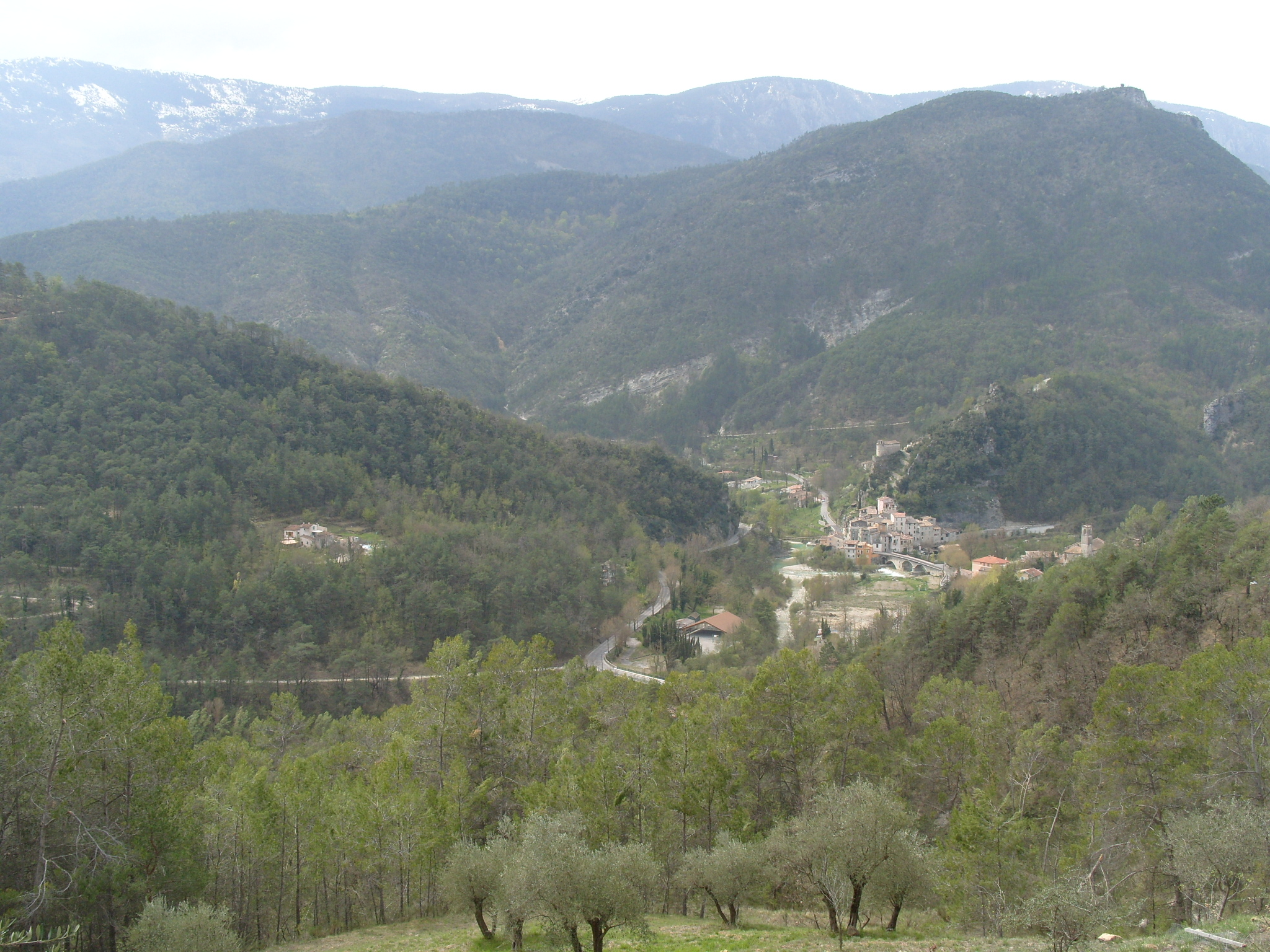
Vue générale, depuis le Nord.
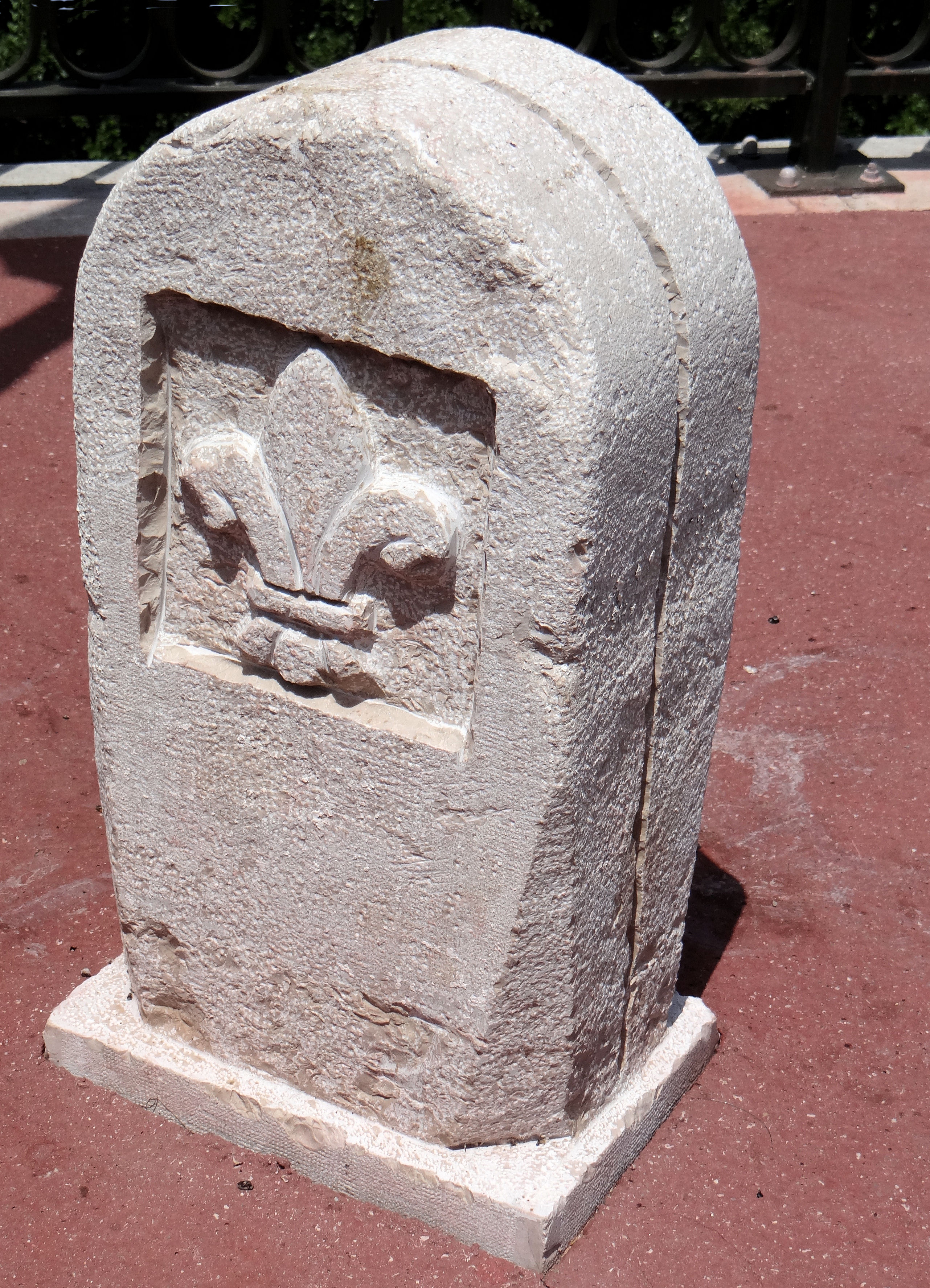
Borne frontière sur le pont : la fleur de lys de la France (reconstitution). La borne originelle, au XVIIIe siècle, était un poteau de bois, à la différence de celle du pont de Sigale, toujours visible.
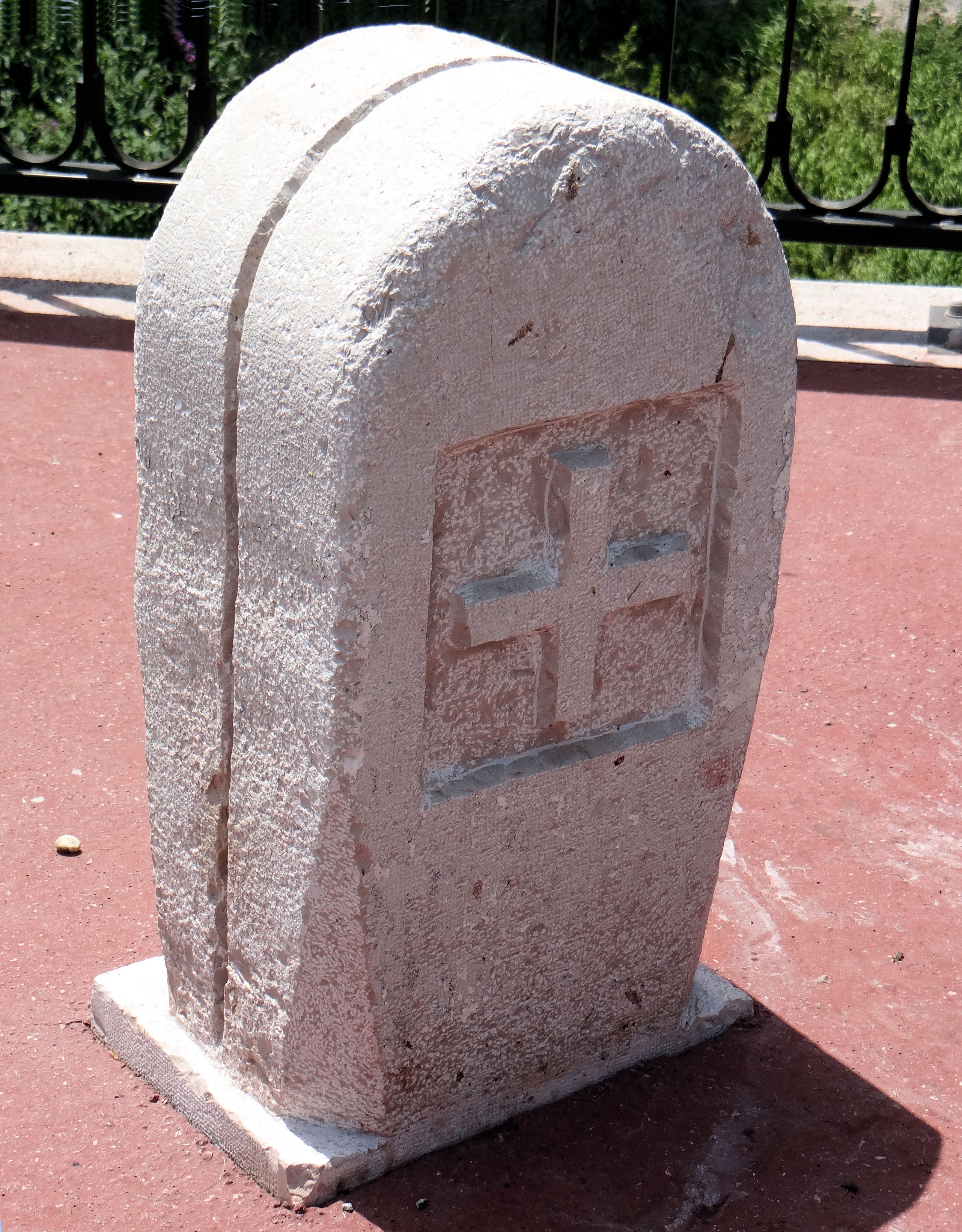
Borne frontière sur le pont : la croix de la maison de Savoie.
Armes du royaume de France.
Armes de la maison de Savoie.
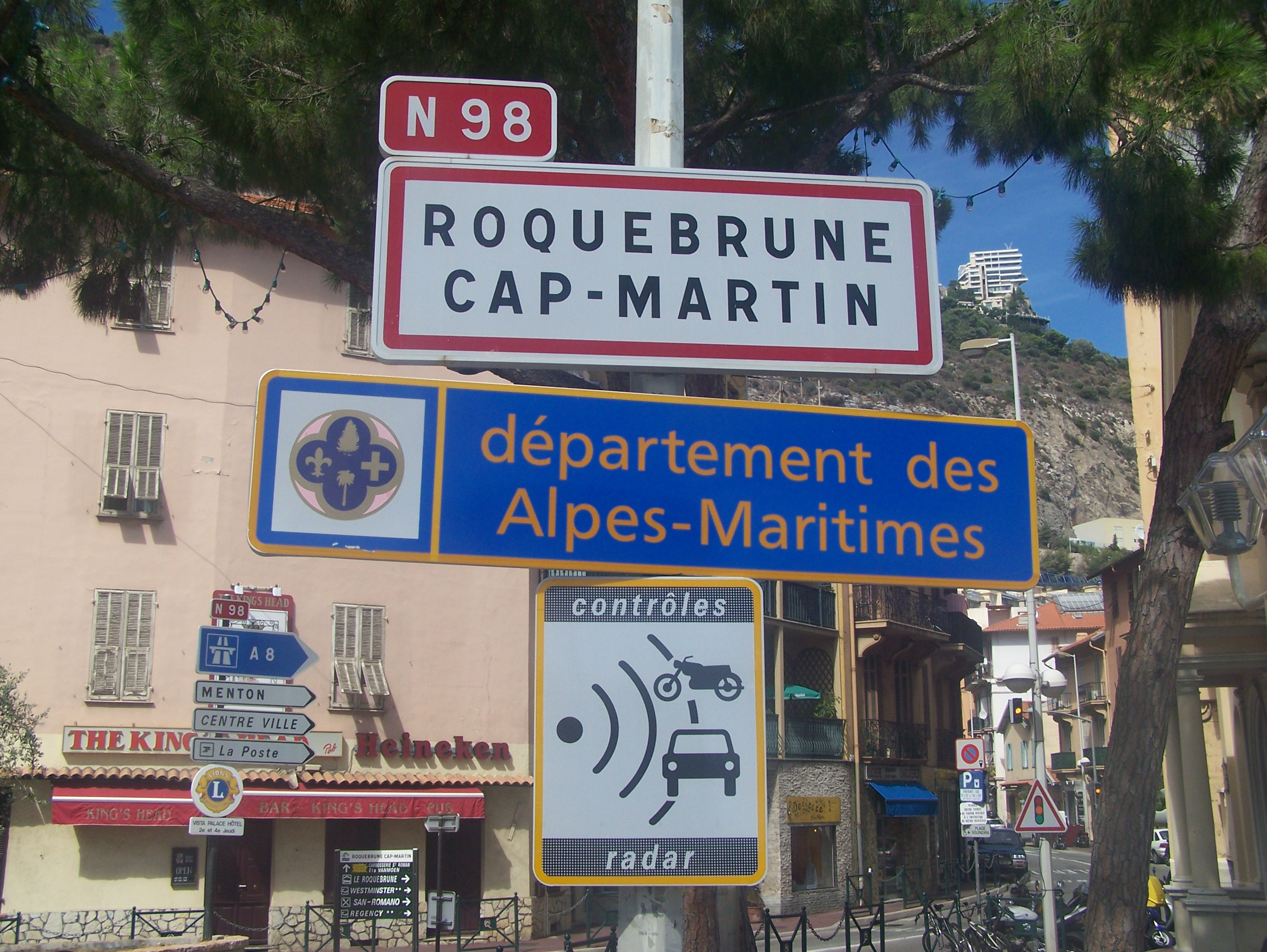
Le département des Alpes-Maritimes utilise un logo où l’on retrouve le lys et la croix de ce type de borne frontière.
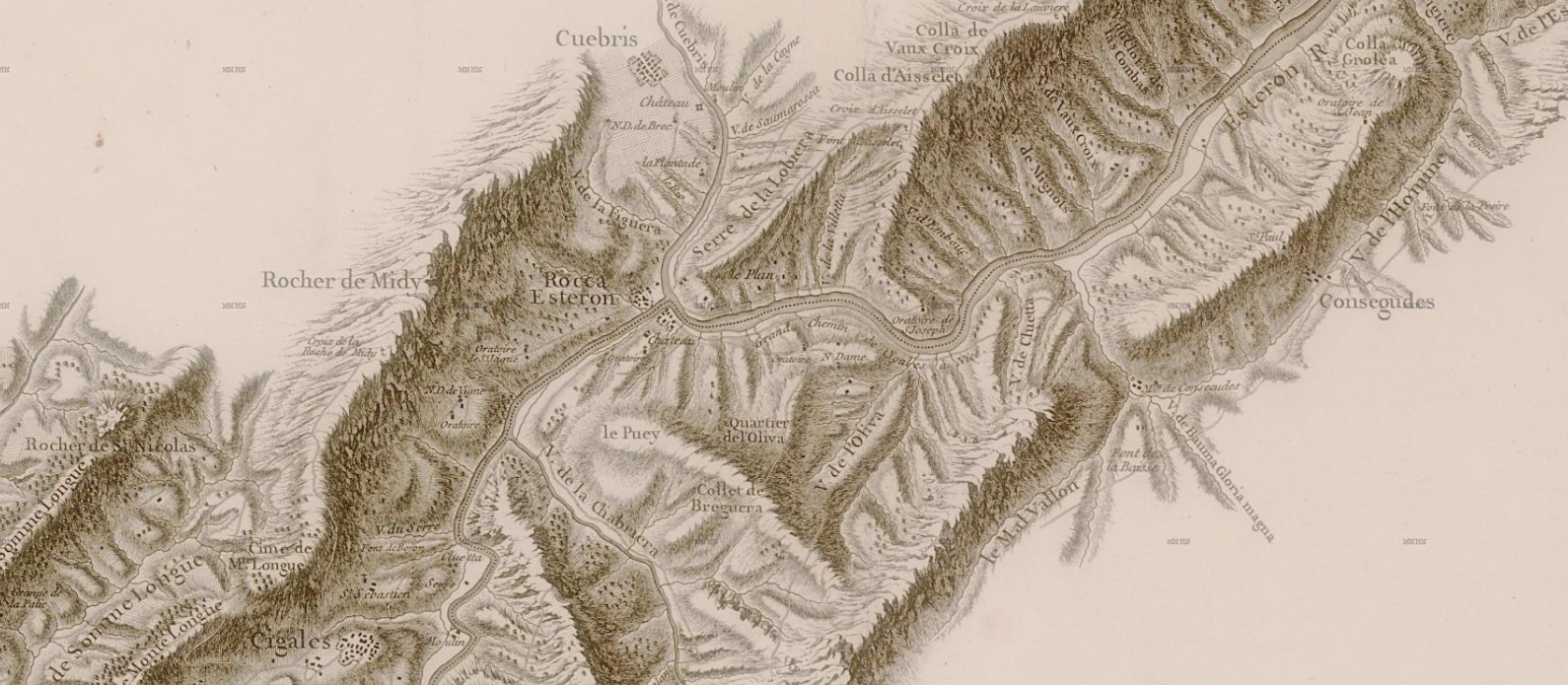
Carte française de la région de Roquestéron, en 1760, illustrant la nouvelle frontière. Le village n'est encore mentionné que sous un seul nom.
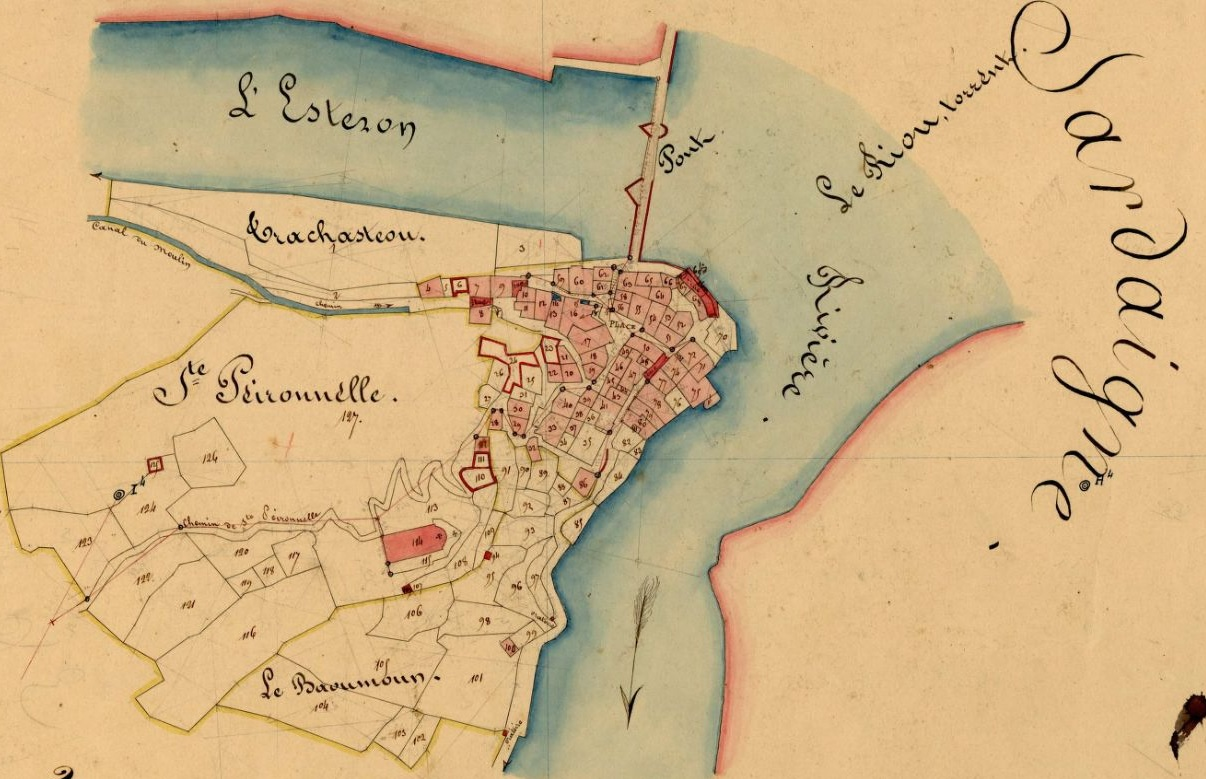
Plan de la Roque-Estéron en 1841.
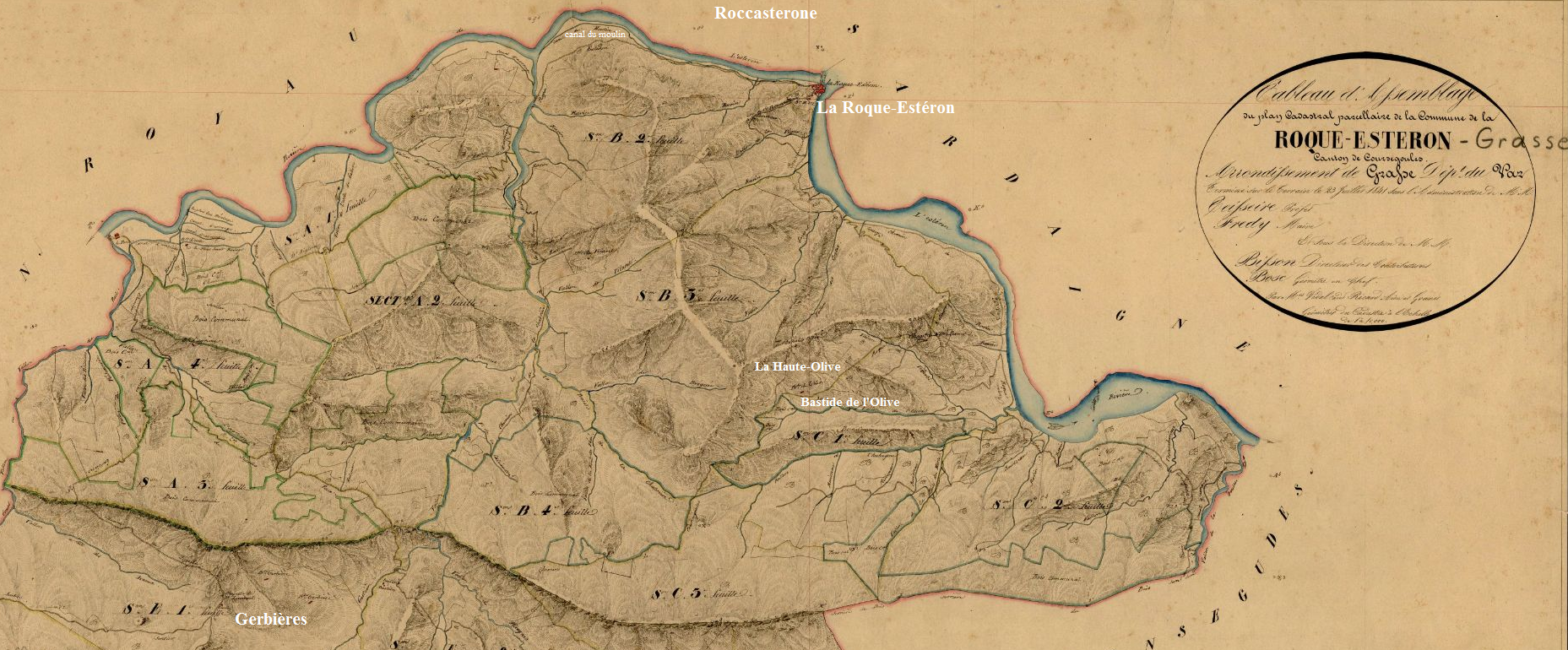
Plan général de la commune avec lieux cités, 1841.

## Politique et administration

### Liste des maires
| Période                                  | Période                   | Identité                | Étiquette | Qualité |
| ---------------------------------------- | ------------------------- | ----------------------- | --------- | ------- |
| Les données manquantes sont à compléter. |                           |                         |           |         |
| 1793                                     | An IV                     | Jean Alziary            |           |         |
| An IV                                    |                           | Guillaume Muraire       |           |         |
| An VII                                   |                           | Jean Alziary            |           |         |
| An VII                                   | An XII                    | Jean François Frédy     |           |         |
| An XIII                                  | 1806                      | Jean Niel               |           |         |
| 1806                                     | 1813                      | Jean Alziary            |           |         |
| 1813                                     | 1828                      | Bernard Isnard          |           |         |
| 1828                                     | 1832                      | Jean André Frédy        |           |         |
| 1832                                     | 1835                      | Jean Baptiste Salamite  |           |         |
| 1835                                     | 1837                      | Bernard Isnard          |           |         |
| 1837                                     | 1848                      | Jean André Frédy        |           |         |
| 1848                                     | 1866 ?                    | Honoré Foucon           |           |         |
| 1866 ?                                   | 1876                      | Joseph Germain Raybaud  |           |         |
| 1876                                     | 1878                      | Sylvestre Boule         |           |         |
| 1878                                     | 1904                      | Désiré Raybaud          |           |         |
| mai 1904                                 | 1925                      | Marcelin Guichard       |           |         |
| mai 1925                                 | 1929                      | Paul Barrière           |           |         |
| mai 1929                                 | 1935                      | Jean-Marie Cazenove     |           |         |
| mai 1935                                 | 1953                      | Maurice Fortune Raybaud |           |         |
| mai 1953                                 | 1977                      | Michel Barrière         |           |         |
| mars 1977                                | 2008                      | Roger Gastaud           |           |         |
| mars 2008                                | 2020                      | Joseph Valette          |           |         |
| mai 2020                                 | En cours (au 26 mai 2020) | Alexis Argenti          | SE        |         |

### Intercommunalité
Depuis le 1er janvier 2014, La Roque-en-Provence fait partie de la communauté d'agglomération de Sophia Antipolis. Elle était auparavant membre de la communauté de communes de la vallée de l'Estéron, jusqu'à la disparition de celle-ci lors de la mise en place du nouveau schéma départemental de coopération intercommunale. Elle fait partie de la CASA (Communauté d'Agglomération de Sophia Antipolis).

## Démographie
Les habitants s'appellent les Roquois
L'évolution du nombre d'habitants est connue à travers les recensements de la population effectués dans la commune depuis 1793. Pour les communes de moins de 10 000 habitants, une enquête de recensement portant sur toute la population est réalisée tous les cinq ans, les populations de référence des années intermédiaires étant quant à elles estimées par interpolation ou extrapolation. Pour la commune, le premier recensement exhaustif entrant dans le cadre du nouveau dispositif a été réalisé en 2005.

En 2022, la commune comptait 66 habitants, en évolution de −14,29 % par rapport à 2016 (Alpes-Maritimes : +2,85 %, France hors Mayotte : +2,11 %).
| 1793 | 1800 | 1806 | 1821 | 1831 | 1836 | 1841 | 1846 | 1851 |
| ---- | ---- | ---- | ---- | ---- | ---- | ---- | ---- | ---- |
| 106  | 85   | 99   | 129  | 208  | 162  | 238  | 237  | 237  |

| 1856 | 1861 | 1866 | 1872 | 1876 | 1881 | 1886 | 1891 | 1896 |
| ---- | ---- | ---- | ---- | ---- | ---- | ---- | ---- | ---- |
| 250  | 206  | 200  | 159  | 137  | 179  | 149  | 130  | 103  |

| 1901 | 1906 | 1911 | 1921 | 1926 | 1931 | 1936 | 1946 | 1954 |
| ---- | ---- | ---- | ---- | ---- | ---- | ---- | ---- | ---- |
| 72   | 86   | 86   | 75   | 55   | 57   | 36   | 33   | 41   |

| 1962 | 1968 | 1975 | 1982 | 1990 | 1999 | 2005 | 2006 | 2010 |
| ---- | ---- | ---- | ---- | ---- | ---- | ---- | ---- | ---- |
| 47   | 40   | 56   | 59   | 59   | 65   | 61   | 62   | 63   |

| 2015 | 2020 | 2022 | - | - | - | - | - | - |
| ---- | ---- | ---- | - | - | - | - | - | - |
| 81   | 64   | 66   | - | - | - | - | - | - |

## Culture locale et patrimoine

### Lieux et monuments

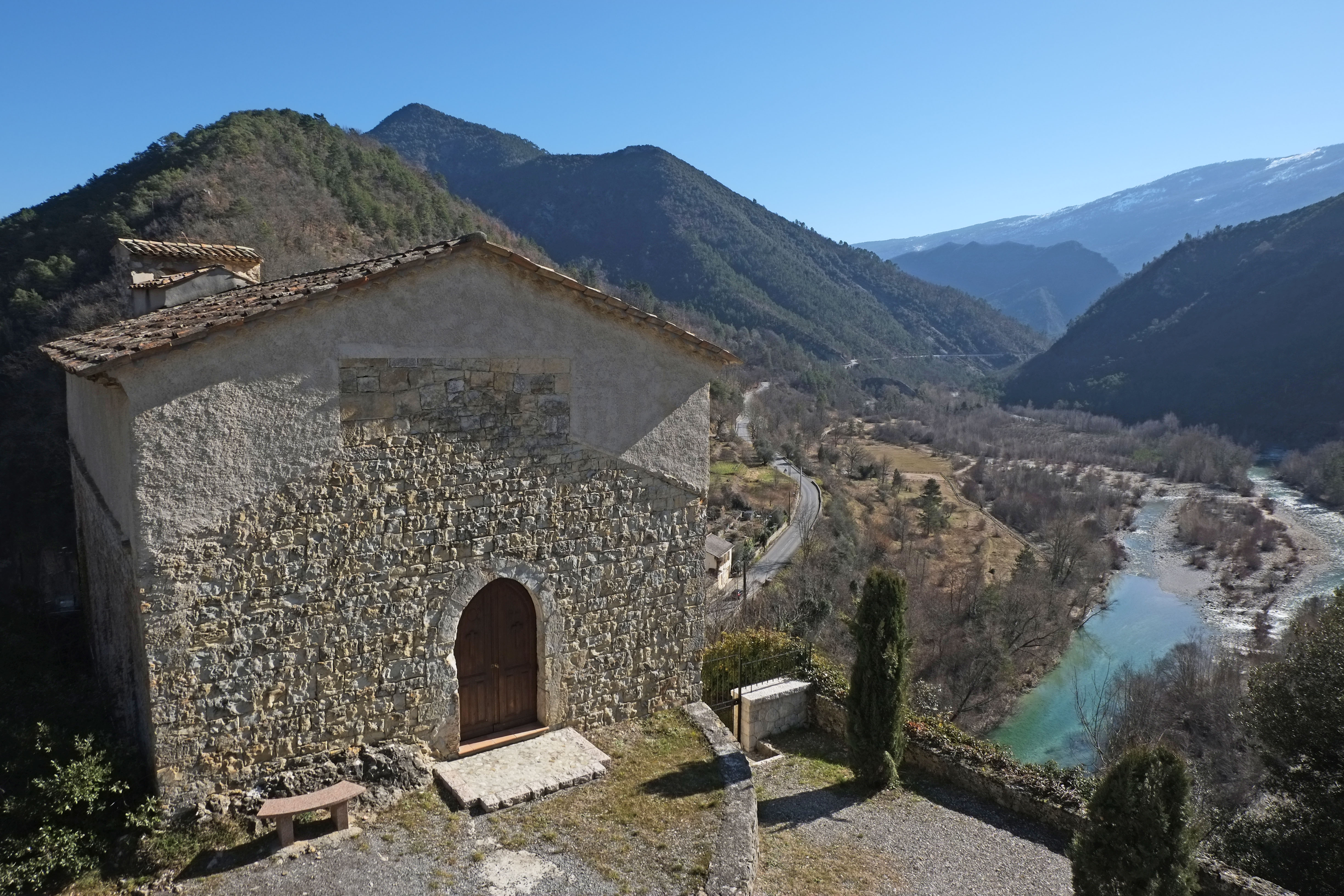
L'église Sainte-Pétronille et l'Estéron.

- Église Sainte-Pétronille (chapelle du XIIIe siècle) dominant le village, inscrite à l'inventaire supplémentaire des Monuments historiques en 1941[40]. Cette église était l'ancienne église Saint-Jean du prieuré dépendant de l'abbaye de Lérins constitué en 1028 et 1046 dans la vallée. Après le traité de Turin, l'église a été rehaussée à partir de l'ancien cordon qui fait le tour de l'édifice pour construire un chemin de ronde permettant de surveiller la frontière[41].
- Mur d'enceinte du castrum très altéré, en partie visible et restauré ; tour supérieure de guet non accessible.
- Pont de France.
- Chapelle de l'Olive.
- Chapelle Saint-Laurent près de Gerbieres[Note 7].
- Projet de parc départemental de l'Estéron sur Roquestéron et Roquestéron-Grasse.
- Épigraphe en latin intégré dans une façade, face à la fontaine.

### Héraldique
| Blason de La Roque-en-Provence | Blason  | Parti: au 1er d'or à trois piles posées en bande de gueules, mouvant du chef et du flanc dextre, rayonnant vers la pointe, au 2e de sinople à la branche d'olivier d'argent posée en barre; à la champagne d'azur et au pont d'une arche et deux demies d'argent brochant en pointe sur le tout. Devise / CriMai du que lei dur |
| Blason de La Roque-en-Provence | Détails | Officiel : décret du 16 novembre 2015. |
| Blason de La Roque-en-Provence | Alias   | D’azur à la montagne de cinq coupeaux d’argent mouvant de la pointe. Ancien blason |

Armoiries enregistrées à l'Armorial général de France dressé suivant l'édit de 1696. La devise notée est Mai dur que lei dur (« Plus dur que les durs, »).

## Personnalités liées à la commune
- Raymond Féraud, moine troubadour
- Le village est le berceau de la famille Alziary de Malaussène (anoblie en 1723), dont l'un de ses représentants en particulier, François Régis, sera maire de la ville de Nice.